# Qalbagebirge
Das Qalbagebirge (kasachisch Қалба жотасы; russisch Калби́нский хребе́т) ist ein Gebirge in Ostkasachstan westlich des Irtysch, das dem Altaigebirge zugerechnet wird.
Das Qalbagebirge erstreckt sich vom linken Ufer des Buchtarma-Stausees über eine Länge von 400 km in westnordwestlicher Richtung. Das Gebirge am südwestlichen Randbereich des Altai erreicht Höhen von 1300–1500 m. Die maximale Höhe liegt bei 1608 m. Nach Westen geht das Gebirge auf einer Höhe von 450–750 m allmählich in das Bergland der Kasachischen Schwelle über. Das Gebirge besteht aus Glimmerschiefer aus dem Paläozoikum, Sandstein und aus Intrusionen aus Granit. Es gibt Vorkommen von Gold und nichtmetallischen Erzen.
In Höhen zwischen 800–1200 m herrscht Steppenvegetation vor.
Darüber kommt ein spärlicher Bewuchs von Kiefern sowie von Birken-Espen-Wäldern vor. In den Gipfellagen tritt die Subalpine Vegetationsstufe zum Vorschein.